# رامونا امیری
رامونا امیری (زاده: ۱۶ آوریل ۱۹۸۰ در مونترال، کبک) دختر ایرانی کانادایی با اصلیت آشوری-فارسی‌زبان از آذربایجان غربی است. که برنده مسابقات دوشیزه دنیا کانادا در سال ۲۰۰۵ میلادی شد و به مرحله نهایی مراسم زیبایی دوشیزه دنیا راه یافت.
امیری در شهر مونترآل به دنیا آمده و رشته زیست‌شناسی را در دانشگاه ونکوور آموخته‌است.
پدر و مادر رامونا ایرانی، و پدرش از اهالی ارومیه و آشوری‌های ایران است. رامونا به زبان‌های انگلیسی، فرانسه، فارسی و آشوری صحبت می‌کند.
رامونا با رد این موضوع که جهان غرب تنها به زیبایی زنان اهمیت می‌دهد گفته‌است که در مسابقات دختر شایسته علاوه بر زیبایی موضوع تحصیلات هم مورد توجه قرار می‌گیرد.